# Élections législatives de 2024 dans le Tarn
Les élections législatives françaises de 2024 dans le Tarn se déroulent les 30 juin et 7 juillet 2024. Dans le département, trois députés sont à élire dans le cadre de trois circonscriptions, à la suite de la dissolution de l'Assemblée nationale par Emmanuel Macron.
Le choix de cette dissolution est pris après la défaite de la liste Renaissance aux élections européennes qui ont eu lieu le 9 juin 2024.

## Contexte
| Circonscription | RN      | ENS     | PS - PP | LFI    | LR     |
| --------------- | ------- | ------- | ------- | ------ | ------ |
| Circonscription |         |         |         |        |        |
| 1re             | 33,35 % | 12,9 %  | 15,65 % | 6,96 % | 6,61 % |
| 2e              | 32,67 % | 10,81 % | 16,88 % | 9,27 % | 5,06 % |
| 3e              | 35,58 % | 11,81 % | 13,97 % | 6,72 % | 7,48 % |

## Débats
Une émission de débat radio-télévisé a été organisée et diffusée à une date inconnue par France Bleu et France 3 Occitanie pour la troisième circonscription de Tarn où se trouvent Lavaur, Saint-Sulpice-la-Pointe, Saïx, Aussillon, Labruguière, une partie des Castrais et des Mazamétains. Le débat oppose les mêmes candidats qu'aux élections de 2022 auxquels s'ajoute un nouveau candidat pour 2024. Les principaux débatteurs sont Jean Terlier, député, pour le camp présidentiel, Guilhem Carayon pour les amis LR d'Eric Ciotti avec le Rassemblement national, Julien Lassalle Insoumis pour la gauche et le Nouveau Front populaire, Chantal Tressens pour Lutte ouvrière, Claire Daugé pour le régionalisme. Le nouveau candidat en 2024 est Alban Azaïs souverainiste.
Selon les parties prenantes, le débat est lié, ou pas, au chantier de l'autoroute A69.

## Système électoral
Les élections législatives ont lieu au scrutin uninominal majoritaire à deux tours dans des circonscriptions uninominales.
Est élu au premier tour le candidat qui réunit la majorité absolue des suffrages exprimés et un nombre de voix au moins égal au quart des électeurs inscrits dans la circonscription, soit 25 %. Si aucun des candidats ne satisfait ces conditions, un second tour est organisé entre les candidats ayant réuni un nombre de voix au moins égal à un huitième des inscrits, soit 12,5 %. Les deux candidats arrivés en tête du 1er tour se maintiennent néanmoins par défaut si un seul ou aucun d'entre eux n'a atteint ce seuil. Au second tour, le candidat arrivé en tête est déclaré élu,.
Le seuil de qualification basé sur un pourcentage du total des inscrits et non des suffrages exprimés rend plus difficile l'accès au second tour lorsque l'abstention est élevée. Le système permet en revanche l'accès au second tour de plus de deux candidats si plusieurs d'entre eux franchissent le seuil de 12,5 % des inscrits. Les candidats en lice au second tour peuvent ainsi être trois, un cas de figure appelé « triangulaire ». Les second tours où s'affrontent quatre candidats, appelés « quadrangulaire » sont également possibles, mais beaucoup plus rares,.

### Partis et nuances
Les résultats des élections sont publiés en France par le ministère de l'Intérieur, qui classe les partis en leur attribuant des nuances politiques. Ces dernières sont décidées par les préfets, qui les attribuent indifféremment de l'étiquette politique déclarée par les candidats, qui peut être celle d'un parti ou une candidature sans étiquette.
Seuls le Parti communiste français (COM), La France insoumise (FI), le Parti socialiste (SOC), le Parti radical de gauche (RDG), Les Écologistes (VEC), Renaissance (RE), le Mouvement démocrate (MDM), Horizons (HOR), l'Union des démocrates et indépendants (UDI), Les Républicains (LR), le Rassemblement national (RN) et Reconquête (REC) se voient attribuer en 2024 des nuances propres. Les coalitions Ensemble et Nouveau front populaire, ainsi que les candidats de l'alliance LR-Ciotti-RN, en bénéficient également indirectement, les nuances Ensemble ! (Majorité présidentielle) (ENS), Union de la gauche (UG) et Union de l'extrême-droite (UXD) étant attribuables aux candidats bénéficiant respectivement du soutien de deux partis du centre, de deux partis de gauche ou de deux partis d'extrême-droite,.
Tous les autres partis se voient attribuer l'une ou l'autre des nuances suivantes : EXG (extrême gauche), DVG (divers gauche), ECO (écologiste), REG (régionaliste), DVC (divers centre), DVD (divers droite), DSV (droite souverainiste) et EXD (extrême droite). Des partis comme Debout la France ou Lutte ouvrière ne disposent ainsi pas de nuances propres, et leurs résultats nationaux ne sont pas publiés séparément par le ministère, car mélangés avec d'autres partis (respectivement dans les nuances DSV et EXG).

## Élus
| Circonscription | Député sortant     | Parti ou nuance | Parti ou nuance | Groupe    | Député élu ou réélu   | Parti ou nuance | Parti ou nuance | Groupe  |
| --------------- | ------------------ | --------------- | --------------- | --------- | --------------------- | --------------- | --------------- | ------- |
| 1re             | Frédéric Cabrolier |                 | RN              | RN        | Philippe Bonnecarrère |                 | DVC             | NI      |
| 2e              | Karen Erodi        |                 | LFI             | LFI-NUPES | Karen Erodi           |                 | LFI             | LFI-NFP |
| 3e              | Jean Terlier       |                 | RE              | RE        | Jean Terlier          |                 | RE              | EPR     |

## Résultats

### Résultats à l'échelle du département

#### Résultats par coalition
| Parti                                       | Parti                                       | Parti                       | Premier tour | Premier tour | Premier tour | Second tour   | Second tour   | Second tour | Total Sièges  | +/-           |
| Parti                                       | Parti                                       | Parti                       | Voix         | %            | Sièges       | Voix          | %             | Sièges      | Total Sièges  | +/-           |
| ------------------------------------------- | ------------------------------------------- | --------------------------- | ------------ | ------------ | ------------ | ------------- | ------------- | ----------- | ------------- | ------------- |
|                                             |                                             | Rassemblement national (RN) | 52 087       | 25,07        | 0            | 59 747        | 30,09         | 0           | 0             | 1             |
|                                             | Républicains à droite (RÀD)                 | 31 748                      | 15,28        | 0            | 34 722       | 17,49         | 0             | 0           | Nv            |               |
| Total Rassemblement national et alliés (RN) | Total Rassemblement national et alliés (RN) | 83 835                      | 40,35        | 0            | 94 469       | 47,57         | 0             | 0           | 1             |               |
|                                             |                                             | La France insoumise (LFI)   | 42 573       | 20,49        | 0            | 35 447        | 17,85         | 1           | 1             | en stagnation |
|                                             | Parti socialiste (PS)                       | 16 673                      | 8,02         | 0            | Retrait      | Retrait       | Retrait       | 0           | Nv            |               |
| Total Nouveau Front populaire (NFP)         | Total Nouveau Front populaire (NFP)         | 59 246                      | 28,51        | 0            | 35 447       | 17,85         | 1             | 1           | en stagnation |               |
|                                             |                                             | Renaissance (RE)            | 20 870       | 10,04        | 0            | 36 127        | 18,19         | 1           | 1             | en stagnation |
|                                             | Sans étiquette                              | 17 352                      | 8,35         | 0            | 32 529       | 16,38         | 1             | 1           | Nv            |               |
|                                             | Territoires de progrès (TdP)                | 16 501                      | 7,94         | 0            | Retrait      | Retrait       | Retrait       | 0           | Nv            |               |
| Total Ensemble pour la République (ENS)     | Total Ensemble pour la République (ENS)     | 54 723                      | 26,34        | 0            | 68 656       | 34,57         | 2             | 2           | 1             |               |
|                                             |                                             | Les Républicains (LR)       | 4 082        | 1,96         | 0            |               |               |             | 0             | en stagnation |
| Total Union de la droite et du centre (UDC) | Total Union de la droite et du centre (UDC) | 4 082                       | 1,96         | 0            | 0            | en stagnation |               |             |               |               |
|                                             | Lutte ouvrière (LO)                         | Lutte ouvrière (LO)         | 1 846        | 0,89         | 0            | 0             | en stagnation |             |               |               |
|                                             | Reconquête (REC)                            | Reconquête (REC)            | 1 758        | 0,85         | 0            | 0             | en stagnation |             |               |               |
|                                             |                                             | Partit occitan (POC)        | 1 058        | 0,51         | 0            | 0             | en stagnation |             |               |               |
| Total Régions et peuples solidaires (R&PS)  | Total Régions et peuples solidaires (R&PS)  | 1 058                       | 0,51         | 0            | 0            | en stagnation |               |             |               |               |
|                                             |                                             | Bastir Occitanie (BO)       | 965          | 0,46         | 0            | 0             | en stagnation |             |               |               |
| Total Pays unis (PU)                        | Total Pays unis (PU)                        | 965                         | 0,46         | 0            | 0            | en stagnation |               |             |               |               |
|                                             | Sans étiquette (SE)                         | Sans étiquette (SE)         | 273          | 0,13         | 0            | 0             | en stagnation |             |               |               |
|                                             |                                             |                             |              |              |              |               |               |             |               |               |
| Suffrages exprimés                          | Suffrages exprimés                          | Suffrages exprimés          | 207 786      | 96,38        |              | 198 572       | 92,00         |             |               |               |
| Votes blancs                                | Votes blancs                                | Votes blancs                | 5 142        | 2,39         | 11 808       | 5,47          |               |             |               |               |
| Votes nuls                                  | Votes nuls                                  | Votes nuls                  | 2 657        | 1,23         | 5 469        | 2,53          |               |             |               |               |
| Total                                       | Total                                       | Total                       | 215 585      | 100          | 0            | 215 849       | 100           | 3           | 3             | en stagnation |
| Abstention                                  | Abstention                                  | Abstention                  | 84 849       | 28,24        |              | 84 612        | 28,16         |             |               |               |
| Inscrits/Participation                      | Inscrits/Participation                      | Inscrits/Participation      | 300 434      | 71,76        | 300 461      | 71,84         |               |             |               |               |

#### Résultats par nuances
| Nuance                 | Nuance                        | Nuance                 | Premier tour | Premier tour | Premier tour | Second tour | Second tour   | Second tour | Total Sièges | +/-           |  |
| Nuance                 | Nuance                        | Nuance                 | Voix         | %            | Sièges       | Voix        | %             | Sièges      | Total Sièges | +/-           |  |
| ---------------------- | ----------------------------- | ---------------------- | ------------ | ------------ | ------------ | ----------- | ------------- | ----------- | ------------ | ------------- |  |
|                        | Union de la gauche            | UG                     | 59 246       | 28,51        | 0            | 35 447      | 17,85         | 1           | 1            | en stagnation |  |
|                        | Rassemblement national        | RN                     | 52 087       | 25,07        | 0            | 59 747      | 30,09         | 0           | 0            | 1             |  |
|                        | Ensemble pour la République ! | ENS                    | 37 371       | 17,99        | 0            | 36 127      | 18,19         | 1           | 1            | en stagnation |  |
|                        | Union de l'extrême droite     | UXD                    | 31 748       | 15,28        | 0            | 34 722      | 17,49         | 0           | 0            | Nv            |  |
|                        | Divers centre                 | DVC                    | 17 352       | 8,35         | 0            | 32 529      | 16,38         | 1           | 1            | Nv            |  |
|                        | Les Républicains              | LR                     | 4 082        | 1,96         | 0            |             |               |             | 0            | en stagnation |  |
|                        | Régionaliste                  | REG                    | 2 023        | 0,97         | 0            | 0           | en stagnation |             |              |               |  |
|                        | Extrême gauche                | EXG                    | 1 846        | 0,89         | 0            | 0           | en stagnation |             |              |               |  |
|                        | Reconquête                    | REC                    | 1 758        | 0,85         | 0            | 0           | en stagnation |             |              |               |  |
|                        | Divers gauche                 | DVG                    | 178          | 0,09         | 0            | 0           | en stagnation |             |              |               |  |
|                        | Droite souverainiste          | DSV                    | 95           | 0,05         | 0            | 0           | en stagnation |             |              |               |  |
|                        |                               |                        |              |              |              |             |               |             |              |               |  |
| Suffrages exprimés     | Suffrages exprimés            | Suffrages exprimés     | 207 786      | 96,38        |              | 198 572     | 92,00         |             |              |               |  |
| Votes blancs           | Votes blancs                  | Votes blancs           | 5 142        | 2,39         | 11 808       | 5,47        |               |             |              |               |  |
| Votes nuls             | Votes nuls                    | Votes nuls             | 2 657        | 1,23         | 5 469        | 2,53        |               |             |              |               |  |
| Total                  | Total                         | Total                  | 215 585      | 100          | 0            | 215 849     | 100           | 3           | 3            | en stagnation |  |
| Abstention             | Abstention                    | Abstention             | 84 849       | 28,24        |              | 84 612      | 28,16         |             |              |               |  |
| Inscrits/Participation | Inscrits/Participation        | Inscrits/Participation | 300 434      | 71,76        | 300 461      | 71,84       |               |             |              |               |  |

### Résultats par circonscription

#### Première circonscription
Député sortant : Frédéric Cabrolier (Rassemblement national)
| Candidat                 | Candidat                 | Parti et coalition       | Nuance                   | Premier tour | Premier tour | Second tour | Second tour |
| Candidat                 | Candidat                 | Parti et coalition       | Nuance                   | Voix         | %            | Voix        | %           |
| ------------------------ | ------------------------ | ------------------------ | ------------------------ | ------------ | ------------ | ----------- | ----------- |
|                          | Frédéric Cabrolier       | RN                       | RN                       | 23 237       | 39,53        | 25 322      | 43,77       |
|                          | Philippe Bonnecarrère,   | SE (ENS - LC)            | DVC                      | 17 352       | 29,52        | 32 529      | 56,23       |
|                          | Margot Lapeyre           | PS (NFP)                 | UG                       | 16 673       | 28,37        | Retrait     | Retrait     |
|                          | Denis Rouquette          | REC                      | REC                      | 769          | 1,31         |             |             |
|                          | Éric Chavegrand          | LO                       | EXG                      | 567          | 0,96         |             |             |
|                          | Orphée Pauthier          | SE                       | DVG                      | 178          | 0,30         |             |             |
|                          |                          |                          |                          |              |              |             |             |
| Suffrages exprimés       | Suffrages exprimés       | Suffrages exprimés       | Suffrages exprimés       | 58 776       | 96,71        | 57 851      | 94,83       |
| Votes blancs             | Votes blancs             | Votes blancs             | Votes blancs             | 1 314        | 2,16         | 2 069       | 3,39        |
| Votes nuls               | Votes nuls               | Votes nuls               | Votes nuls               | 683          | 1,12         | 1 088       | 1,78        |
| Total                    | Total                    | Total                    | Total                    | 60 773       | 100          | 61 008      | 100         |
| Abstention               | Abstention               | Abstention               | Abstention               | 24 571       | 28,79        | 24 356      | 28,53       |
| Inscrits / participation | Inscrits / participation | Inscrits / participation | Inscrits / participation | 85 344       | 71,21        | 85 364      | 71,47       |

#### Deuxième circonscription
Députée sortante : Karen Erodi (La France insoumise)
| Candidat                 | Candidat                 | Parti et coalition       | Nuance                   | Premier tour | Premier tour | Second tour | Second tour |
| Candidat                 | Candidat                 | Parti et coalition       | Nuance                   | Voix         | %            | Voix        | %           |
| ------------------------ | ------------------------ | ------------------------ | ------------------------ | ------------ | ------------ | ----------- | ----------- |
|                          | Julien Bacou             | RN                       | RN                       | 28 850       | 37,94        | 34 425      | 49,27       |
|                          | Karen Erodi              | LFI (NFP)                | UG                       | 24 048       | 31,63        | 35 447      | 50,73       |
|                          | Pierre Verdier,          | TdP - RE (ENS)           | ENS                      | 16 501       | 21,70        | Retrait     | Retrait     |
|                          | Thierno Bah              | LR (UDC)                 | LR                       | 4 082        | 5,37         |             |             |
|                          | Joël Encontre            | POC (R&PS)               | REG                      | 1 058        | 1,39         |             |             |
|                          | Frédéric Lamouche        | REC                      | REC                      | 989          | 1,30         |             |             |
|                          | Boris Gimenez-Sastre     | LO                       | EXG                      | 512          | 0,67         |             |             |
|                          |                          |                          |                          |              |              |             |             |
| Suffrages exprimés       | Suffrages exprimés       | Suffrages exprimés       | Suffrages exprimés       | 76 040       | 96,14        | 69 872      | 88,25       |
| Votes blancs             | Votes blancs             | Votes blancs             | Votes blancs             | 2 034        | 2,57         | 6 474       | 8,18        |
| Votes nuls               | Votes nuls               | Votes nuls               | Votes nuls               | 1 015        | 1,28         | 2 826       | 3,57        |
| Total                    | Total                    | Total                    | Total                    | 79 089       | 100          | 79 172      | 100         |
| Abstention               | Abstention               | Abstention               | Abstention               | 31 221       | 28,30        | 31 138      | 28,23       |
| Inscrits / participation | Inscrits / participation | Inscrits / participation | Inscrits / participation | 110 310      | 71,70        | 110 310     | 71,77       |

#### Troisième circonscription
Député sortant : Jean Terlier (Renaissance)
| Candidat                 | Candidat                 | Parti et coalition       | Nuance                   | Premier tour | Premier tour | Second tour | Second tour |
| Candidat                 | Candidat                 | Parti et coalition       | Nuance                   | Voix         | %            | Voix        | %           |
| ------------------------ | ------------------------ | ------------------------ | ------------------------ | ------------ | ------------ | ----------- | ----------- |
|                          | Guilhem Carayon          | RÀD (RN)                 | UXD                      | 31 748       | 43,51        | 34 722      | 49,01       |
|                          | Jean Terlier             | RE (ENS)                 | ENS                      | 20 870       | 28,60        | 36 127      | 50,99       |
|                          | Julien Lassalle          | LFI (NFP)                | UG                       | 18 525       | 25,39        | Retrait     | Retrait     |
|                          | Claire Daugé             | BO (PU)                  | REG                      | 965          | 1,32         |             |             |
|                          | Chantal Tressens         | LO                       | EXG                      | 767          | 1,05         |             |             |
|                          | Alban Azaïs              | SE                       | DSV                      | 95           | 0,13         |             |             |
|                          |                          |                          |                          |              |              |             |             |
| Suffrages exprimés       | Suffrages exprimés       | Suffrages exprimés       | Suffrages exprimés       | 72 970       | 96,36        | 70 849      | 93,63       |
| Votes blancs             | Votes blancs             | Votes blancs             | Votes blancs             | 1 794        | 2,37         | 3 265       | 4,31        |
| Votes nuls               | Votes nuls               | Votes nuls               | Votes nuls               | 959          | 1,27         | 1 555       | 2,06        |
| Total                    | Total                    | Total                    | Total                    | 75 723       | 100          | 75 669      | 100         |
| Abstention               | Abstention               | Abstention               | Abstention               | 29 057       | 27,73        | 29 118      | 27,79       |
| Inscrits / participation | Inscrits / participation | Inscrits / participation | Inscrits / participation | 104 780      | 72,27        | 104 787     | 72,21       |